# Kreis Carona
Der Kreis Carona bildete bis am 13. April 2013 zusammen mit den Kreisen Agno, Breno, Capriasca, Ceresio, Lugano West, Lugano Ost, Magliasina, Sessa, Sonvico, Taverne und Vezia den Bezirk Lugano des Schweizer Kantons Tessin. Der Sitz des Kreisamtes war in Paradiso. Infolge der Fusion der Gemeinde Carona mit Lugano wurde der Kreis Carona in Kreis Paradiso umbenannt.

## Gemeinden
Der Kreis setzt sich aus folgenden Gemeinden zusammen:
| Wappen        | Name der Gemeinde | Einwohner (31. Dez. 2012) | Fläche in km² | BFS-Nr |
| ------------- | ----------------- | ------------------------- | ------------- | ------ |
| Carona        | Carona            | 850                       | 4,8           | 5170   |
| Collina d’Oro | Collina d’Oro     | 4439                      | 6,9           | 5236   |
| Grancia       | Grancia           | 496                       | 0,6           | 5186   |
| Melide        | Melide            | 1669                      | 1,7           | 5198   |
| Morcote       | Morcote           | 729                       | 2,8           | 5203   |
| Paradiso      | Paradiso          | 3740                      | 0,9           | 5210   |
| Vico Morcote  | Vico Morcote      | 370                       | 1,9           | 5233   |

Agno |
Breno |
Capriasca |
Ceresio |
Lugano Nord |
Lugano Ost |
Lugano West |
Magliasina |
Paradiso |
Sessa |
Taverne |
Vezia
Ehemalige Kreise:
Carona |
Pregassona |
Sonvico
Kanton Tessin |
Bezirke der Schweiz |
Gemeinden des Kantons Tessin